# Tirol (deelstaat)
Tirol (Beiers: Tiroi, Nederlands ook wel Tirool) is een deelstaat (Bundesland) van de federale republiek Oostenrijk en vormt het Oostenrijkse deel van de regio Tirol.
De hoofdstad is Innsbruck, dat met 132.499 inwoners (2025) tevens de grootste stad van de deelstaat is. Tirol grenst zowel aan de deelstaten Karinthië, Vorarlberg en Salzburg, alsook aan de landen Duitsland (Beieren), Zwitserland (Graubünden) en Italië (Zuid-Tirol en Belluno).

## Demografie
Tirol telt 777.660 inwoners (2025) en een bevolkingsdichtheid van 62 inwoners per km². Daarmee is Tirol in termen van inwoners de vijfde van de negen deelstaten van Oostenrijk. De levensverwachting in Tirol voor vrouwen is 85 jaar en voor mannen is dat 80 jaar.

## Demografische evolutie 1985-2025
Bron: https://statcube.at/statistik.at/ext/statcube/jsf/tableView/tableView.xhtml

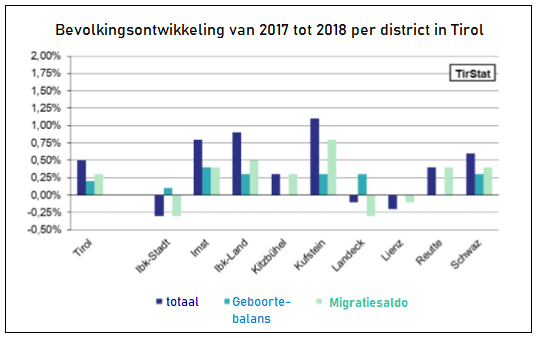
Bevolkingsontwikkeling Tirol per district (2018)

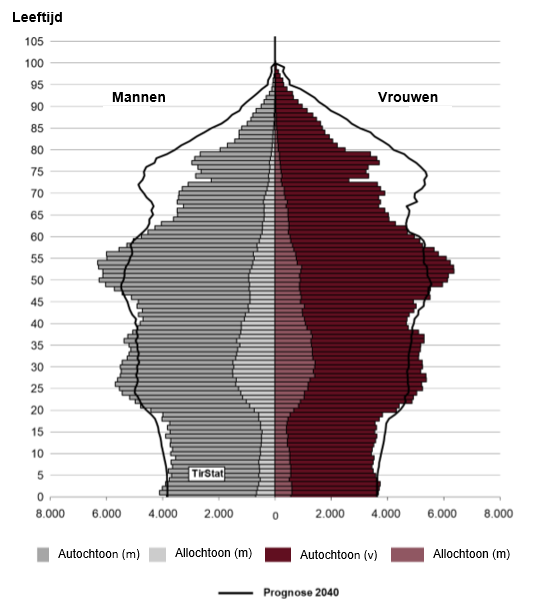
Bevolkingsprognose Tirol; inclusief percentages autochtoon/allochtoon (TirStat2018)

| staat      | aantal absoluut | percentage | geboortebalans |
| ---------- | --------------- | ---------- | -------------- |
| Oostenrijk | 613.907         | 81,3       | 0,2            |
| Duitsland  | 40.594          | 5,4        | -0,1           |
| Nederland  | 2.168           | 0,3        | 0,1            |
| Italië     | 9.439           | 1,3        | 0,5            |
| België     | 505             | 0,1        | -0,5           |
| Turkije    | 17.114          | 2,3        | 0,7            |

### Verschil per district in Tirol
In 2018 zagen zes van de negen Tiroolse districten de bevolking groeien. Net als het jaar daarvoor werd in het district Kufstein de hoogste bevolkingsgroei waargenomen (+ 1,1%). In de districten Imst en Innsbruck-Land is de bevolking met respectievelijk 0,8% en 0,9% gestegen.
Als men kijkt naar het migratiesaldo op districtsniveau, levert dat migratiewinst op voor zes van de negen Tiroolse districten. De districten Innsbruck-Land en Kufstein boekten de meest aanzienlijke winsten. In het district Lienz in Oost-Tirol zijn zowel een negatief migratiesaldo als een negatief geboortecijfer verantwoordelijk voor de bevolkingsafname.

## Onderverdeling
De deelstaat Tirol is onderverdeeld in één zelfstandige stad (Statutarstadt) en acht politieke districten (Bezirke).

### Zelfstandige steden
- Innsbruck

### Districten
Noord-Tirol:
- Landeck
- Reutte
- Imst
- Innsbruck-Land
- Schwaz
- Kufstein
- Kitzbühel

Oost-Tirol:
- Lienz

Tirol is verder onderverdeeld in 279 politiek afhankelijke gemeenten.
De tien grootste van die gemeenten zijn:
|     | Naam                | Aantal inwoners |
| --- | ------------------- | --------------- |
| 1.  | Innsbruck           | 132.236         |
| 2.  | Kufstein            | 18.973          |
| 3.  | Telfs               | 15.582          |
| 4.  | Hall in Tirol       | 13.801          |
| 5.  | Schwaz              | 13.606          |
| 6.  | Wörgl               | 13.537          |
| 7.  | Lienz               | 11.945          |
| 8.  | Imst                | 10.371          |
| 9.  | St. Johann in Tirol | 9.425           |
| 10. | Rum                 | 9.063           |
| 11. | Kitzbühel           | 8.341           |
| 12. | Zirl                | 8.134           |

## Geografie
De deelstaat Tirol heeft een oppervlakte van 12.640 km² (waarmee het de derde van de negen deelstaten is, na Neder-Oostenrijk en Stiermarken), waarvan 12.534 km² land (99,1%) en 114 km² water (0,9%). Het is gelegen op 46° 39' – 47° 45' NB, 10° 06' – 12° 58' OL.
Het hoogste punt van Tirol is de Großglockner in Oost-Tirol, met 3797 meter tevens het hoogste punt van Oostenrijk. Het laagste punt (465 m) is gelegen bij het dorp Erl, gelegen aan de Inn, vijftien kilometer ten noorden van Kufstein, dicht bij de grens met het Duitse Beieren.
| Gebergten in Tirol: - Karwendel - Brandenberger Alpen - Kitzbüheler Alpen - Wetterstein- en Miemingergebergte - Lechtaler Alpen - Kaisergebergte - Zillertaler Alpen - Stubaier Alpen - Ötztaler Alpen - Hohe Tauern - Defereggengebergte - Silvretta | Dalen en noemenswaardige zijdalen: - Inndal - Achental - Brixental - Alpbachtal - Thierseetal - Zillertal - Wipptal - Wattental - Stubaital - Sellraintal - Ötztal - Pitztal - Stanzertal - Paznauntal - Kaunertal - Lechtal - Hornbachtal - Drautal - Iseltal - Defereggental - Kalsertal - Virgental | Rivieren en noemenswaardige zijrivieren: - Inn - Wildschönauer Ache - Brandenberger Ache - Alpbach - Ziller - Sill - Ruetz - Gschnitzbach - Melach - Ötztaler Ache - Pitze - Sanna - Rosanna - Trisanna - Faggenbach - Drau - Isel - Lech |

## Politiek
De landdag (Landtag), oftewel het parlement van Tirol, telt 36 zetels. Het kende van 2013 tot 2022 een links-conservatieve regering van ÖVP en Die Grünen. Bij de verkiezingen voor de landdag van Tirol op 25 september 2022 werd de ÖVP met afstand de grootste partij. Het ging daarna regeren met de sociaaldemocratische SPÖ. Daarmee werd de turquoise-groene regering (naar de partijkleuren türkis-grün) van ÖVP en de Groenen beëindigd.
Anton Mattle (ÖVP) is sinds 2022 gouverneur (Landeshauptmann) van Tirol.

## Toerisme
| Zomerseizoen | Winterseizoen | Totaal     |
| ------------ | ------------- | ---------- |
| 22.161.313   | 27.486.459    | 49.647.772 |